# حاملة طائرات لا يمكن إغراقها

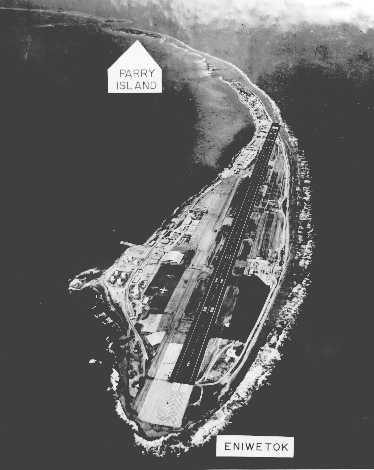
منظر جوي للمدرج الجوي الأمريكي على أتول إنيويتاك، وهو مثال نموذجي لـ”حاملة طائرات غير قابلة للإغراق” ".

حاملة الطائرات غير القابلة للإغراق هو مصطلح يُستخدم للإشارة إلى جزيرة أو كتلة أرضية ذات أهمية جغرافية أو سياسية، تُستغلّ لأغراض عسكرية، لا سيما في دعم العمليات الجوية. وتُشبه هذه المواقع، من حيث الدور، حاملات الطائرات التقليدية، إلا أنها تتميز بكونها ثابتة وغير قابلة للإغراق، نظرًا لطبيعتها الأرضية الصلبة. ظهر هذا المصطلح لأول مرة خلال الحرب العالمية الثانية، حين أصبحت بعض الجزر في المحيط الهادئ ذات أهمية استراتيجية للقوات الأمريكية في حربها ضد اليابان. وقد استُخدم لاحقًا في سياقات متعددة خلال الحرب الباردة، وفي وصف أدوار عسكرية لعدد من الدول والجزر مثل تايوان، اليابان، إسرائيل، قبرص، وغيرها.
ظهر هذا المصطلح لأول مرة خلال الحرب العالمية الثانية، للإشارة إلى الجزر والحيود المرجانية في المحيط الهادئ، التي أصبحت ذات أهمية استراتيجية باعتبارها مواقع محتملة لبناء مدارج جوية تُستخدم في عمليات القصف الجوي الأمريكي ضد اليابان. ومن أجل ذلك، نفّذ الجيش الأمريكي سلسلة من عمليات التنقل بين الجزر لطرد القوات اليابانية المحتلة منها.
وكان على وحدات البناء في البحرية الأمريكية (المعروفة بـ”سيبيز”) بناء مدارج طيران من الصفر على هذه الجزر – وأحيانًا على كامل الحيد المرجاني – بسرعة كبيرة لدعم العمليات الجوية ضد اليابان.

## معركة ميدواي (1942)
خلال معركة ميدواي عام 1942، وُصفت جزيرة ميدواي المرجانية بأنها “حاملة الطائرات الأمريكية الرابعة غير القابلة للإغراق”، إلى جانب ثلاث حاملات طائرات تقليدية كانت لدى الولايات المتحدة.وقد أدّت الجزيرة هذا الدور فعليًا، حيث انطلقت منها الطائرات للهجوم على حاملات الطائرات اليابانية، وتعرضت هي الأخرى للقصف الياباني.
أمثلة أخرى خلال الحرب العالمية الثانية
وُصفت كلٌّ من جزيرة مالطا وآيسلندا أيضًا بأنهما حاملتا طائرات غير قابلتين للإغراق خلال الحرب العالمية الثانية، وهو ما جعل مالطا هدفًا رئيسيًا لقصف دول المحور بسبب موقعها الاستراتيجي.

## الحرب الكورية وتايوان
خلال الحرب الكورية (1950–1953)، وصف الجنرال الأمريكي دوغلاس ماك آرثر جزيرة تايوان بأنها “حاملة طائرات غير قابلة للإغراق”.وفي السبعينيات، قامت جمهورية الصين الشعبية بتطبيع علاقاتها الدولية، وألغت الولايات المتحدة معاهدة الدفاع المشترك مع تايوان. ومع ذلك، لا تزال واشنطن تحافظ على الوضع القائم عمليًا من خلال قانون العلاقات مع تايوان.

## الحرب الباردة والجزر البريطانية
خلال الحرب الباردة، اعتبرت القوات المسلحة الأمريكية أن الجزر البريطانية تُشكّل حاملات طائرات غير قابلة للإغراق، بالنظر إلى موقعها الاستراتيجي لدعم العمليات الجوية ضد الاتحاد السوفيتي.

## اليابان وإسرائيل كحاملات طائرات استراتيجية
في عام 1983، أعلن رئيس الوزراء الياباني ياسوهيرو ناكاسونه التزامه بجعل اليابان “حاملة طائرات غير قابلة للإغراق في المحيط الهادئ”، دعمًا للولايات المتحدة في مواجهة القاذفات السوفيتية.كما وصف وزير الخارجية الأمريكي ألكسندر هيغ إسرائيل بأنها “أكبر حاملة طائرات أمريكية في العالم لا يمكن إغراقها”، في إشارة إلى دورها العسكري والاستراتيجي في الشرق الأوسط.

## أستراليا وسنغافورة في الجدال العسكري البريطاني
في سياق الاعتراض على مشروع إنتاج حاملات الطائرات البريطانية من طراز CVA-01، زعمت القوات الجوية الملكية البريطانية أن أستراليا يمكنها أن تؤدي نفس الدور العسكري، واستخدمت خرائط مضللة تظهر أن سنغافورة أقرب إلى أستراليا بـ400 ميل (640 كيلومتر) من موقعها الحقيقي.

## جزيرة قبرص كحاملة طائرات غير قابلة للإغراق
كثيرًا ما تُوصَف جزيرة قبرص بأنها “حاملة طائرات غير قابلة للإغراق”، في إشارة إلى وجود قواعد عسكرية بريطانية دائمة عليها، ودورها الاستراتيجي في البحر الأبيض المتوسط.

## مشروع حاملة الطائرات الجليدية (حبقوق)
خلال الحرب العالمية الثانية، درست المملكة المتحدة مشروعًا طموحًا لبناء حاملات طائرات غير قابلة للإغراق مصنوعة من الجليد المعزز بنشارة الخشب، ضمن مشروع سري يُعرف باسم حبقوق.قامو ببناء نموذج أولي للمشروع، ووُضعت تصاميم لحاملة طائرات عملاقة تبلغ إزاحتها 2.2 مليون طن، وتتسع لـ150 قاذفة ذات محركين. لكن المشروع لم يُنفذ أبدًا رغم الاهتمام الجاد به.